# New York Islanders
New York Islanders – amerykański klub hokejowy z siedzibą w Nowym Jorku, występujący w lidze NHL.
Zespół posiada afiliację w postaci klubu farmerskiego w niższej lidze. Tę funkcję pełni Bridgeport Sound Tigers w lidze AHL. W przeszłości funkcję podrzędną pełnił także zespół Pensacola Ice Pilots z ligi ECHL.

## Historia
Klub został założony w 1972 roku, do rozgrywek w NHL przystąpił w tym samym roku.
Gdy w 1972 roku otworzono Nassau Veterans Memorial Coliseum władze postanowiły przekazać ją zespołowi hokejowemu. W tym samym roku powstała World Hockey Association oraz grający tam zespół New York Raiders i to właśnie ona chciała otrzymać tę halę. Jednak właściciele hali uważali ligę WHA za amatorską ligę dlatego nie przyznano im jej i uważali że powinien ją otrzymać zespół z NHL. Ówczesny prezydent ligi NHL Clarence Campbell postanowił rozszerzyć ligę z powodu powstania WHA. Nadał prawa Nowemu Jorkowi i Atlancie. Nowy zespół z Nowego Jorku otrzymał przydomek Islanders (Wyspiarze) i halę Nassau Veterans Memorial Coliseum. Nowy zespół stał się rywalem dla zespołu New York Rangers.
Od czasu powstania klubu drużyna rozgrywa swoje mecze w hali Nassau Veterans Memorial Coliseum w Uniondale nieopodal Nowego Jorku. W październiku 2012 roku klub podpisał umowę, w wyniku której od 2015 roku Wyspiarze przeniosą się do hali Barclays Center, mieszczącej się w nowojorskiej dzielnicy Brooklyn (termin podpisanej umowy wynosi 25 lat).

## Osiągnięcia

### Sukcesy drużynowe
- Puchar Stanleya:
  - Zwycięstwo:
1979-80 NYI 3-1 LOS, BOS 1-4 NYI, BUF 2-4 NYI, PHI 2-4 NYI
1980-81 NYI 3-0 TOR, NYI 4-2 EDM, NYI 4-0 NYR, NYI 4-1 MIN
1981-82 NYI 3-2 PIT, NYI 4-2 NYR, QUE 0-4 NYI, NYI 4-0 VAN
1982-83 NYI 3-1 CAP, NYR 2-4 NYI, BOS 2-4 NYI, NYI 4-0 EDM
  - Finał:
1983-84 NYI 3-2 NYR, NYI 4-2 CAP, MON 2-4 NYI, NYI 1-4 EDM
  - Udział:
1974-75 (NYR 1-2 NYI, PIT 3-4 NYI, PHI 4-3 NYI, Półfinał)
1975–76) (NYI 2-0 VAN, BUF 2-4 NYI,  MON 4-1 NYI, Półfinał)
1976-77 (NYI 2-0 CHI, NYI 4-0 BUF, MON 4-2 NYI, Półfinał)
1977-78 (Od razu do ćwierćfinału NYI 3-4 TOR, Ćwierćfinał)
1978-79 (Od razu do ćwierćfinału NYI 4-0 CHI, NYI 2-4 NYR, Półfinał)
1984-85(CAP 2-3 NYI, PHI 4-1 NYI, Ćwierćfinał)
1985-86 (NYI 0-3 CAP, 1/8finału)
1986-87
1987-88 (NJD 4-2 NYI, 1/8finału)
1989-90 (NYR 4-1 NYI, 1/8 finału)
1992-93 (CAP 2-4 NYI, PIT 3-4 NYI, MON 4-1 NYI, Półfinał)
1993-94 (NYR 4-0 NYI, 1/8finału)
2001-02 (TOR 4-3 NYI, 1/8finału)
2002-03 (OTT 4-1 NYI, 1/8 finału)
2003-04 (NYI 1-4 TAM, 1/8finału)
2006-07 (NYI 1-4 BUF, w 1/8finału)
- Mistrzostwo Ligi: 1978-79, 1980-81, 1981-82
- Mistrzostwo Dywizji: 1977-78, 1978-79, 1980-81, 1981-82, 1983-84, 1987-88
- Mistrzostwo Konferencji: 1977-78, 1978-79, 1980-81, 1981-82, 1982-83, 1983-84
- Clarence S. Campbell Bowl: 1977-78, 1978-79, 1980-81
- Prince of Wales Trophy: 1981-82, 1982-83, 1983-84

### Zdobyte nagrody w NHL awards
Art Ross Trophy
- Bryan Trottier: 1978-79

Bill Masterton Memorial Trophy
- Ed Westfall: 1976-77
- Mark Fitzpatrick: 1991-92

Calder Memorial Trophy
- Denis Potvin: 1973-74
- Bryan Trottier: 1975–76
- Mike Bossy: 1977-78
- Bryan Berard: 1996-97

Conn Smythe Trophy
- Bryan Trottier: 1979-80
- Butch Goring: 1980-81
- Mike Bossy: 1981-82
- Billy Smith: 1982-83

Frank J. Selke Trophy
- Michael Peca: 2001-02

Hart Memorial Trophy
- Bryan Trottier: 1978-79

Jack Adams Award
- Al Arbour: 1978-79

James Norris Memorial Trophy
- Denis Potvin: 1975–76, 1977-78, 1978-79

King Clancy Memorial Trophy
- Bryan Trottier:  1988-89

Lady Byng Memorial Trophy
- Mike Bossy: 1982-83, 1983-84, 1985-86
- Pierre Turgeon: 1992-93

Lester Patrick Trophy
- Bill Torrey: 1982-83
- Al Arbour: 1991-92
- Ken Morrow: 1995-96
- Pat LaFontaine: 1996-97

Vezina Trophy
- Billy Smith: 1981-82

William M. Jennings Trophy
- Billy Smith & Roland Melanson: 1982-83

BOB NYSTROM AWARD
- 1991: Brent Sutter
- 1992: Ray Ferraro
- 1993: Benoit Hogue
- 1994: Steve Thomas
- 1996: Dan Plante
- 1997: Claude Lapointe
- 1998: Rich Pilon
- 1999: Claude Lapointe
- 2000: Claude Lapointe
- 2001: Dave Scatchard
- 2002: Steve Webb
- 2003: Jason Blake, Garth Snow
- 2004: Adrian Aucoin
- 2006: Kevin Colley

NHL All-Rookie Team
- 1989: David Volek
- 1993: Władimir Małachow
- 1997: Bryan Berard
- 2004: Trent Hunter

Pierwsza drużyna All-Star
- 1975: Denis Potvin
- 1976: Denis Potvin
- 1978: Denis Potvin, Bryan Trottier, Clark Gillies
- 1979: Denis Potvin, Bryan Trottier, Clark Gillies
- 1981: Denis Potvin, Mike Bossy
- 1982: Mike Bossy, Bill Smith
- 1983: Mike Bossy
- 1984: Mike Bossy
- 1986: Mike Bossy

Druga drużyna All-Star
- 1976: Glenn Resch
- 1977: Denis Potvin
- 1978: Mike Bossy
- 1979: Mike Bossy, Glenn Resch
- 1982: Bryan Trottier, John Tonelli
- 1983: Roland Melanson
- 1984: Bryan Trottier, John Tonelli
- 1985: Mike Bossy, John Tonelli

## Sezon po sezonie
| Ostatnie sezony | Ostatnie sezony | Ostatnie sezony | Ostatnie sezony | Ostatnie sezony | Ostatnie sezony | Ostatnie sezony | Ostatnie sezony | Ostatnie sezony | Ostatnie sezony | Ostatnie sezony | Ostatnie sezony | Ostatnie sezony | Ostatnie sezony                                                           |
| Sezon           | Konferencja     | Miejsce         | Dywizja         | Miejsce         | Mecze           | Z               | P               | R               | PK              | Pkt             | ZB              | SB              | Wyniki play-off                                                           |
| --------------- | --------------- | --------------- | --------------- | --------------- | --------------- | --------------- | --------------- | --------------- | --------------- | --------------- | --------------- | --------------- | ------------------------------------------------------------------------- |
|                 |                 |                 |                 |                 |                 |                 |                 |                 |                 |                 |                 |                 |                                                                           |
| 2019–20         | Wschodnia       | 7               | Metropolitalna  | 5               | 681             | 35              | 23              | —               | 10              | 80              | 192             | 193             | Zwycięstwo z Capitals 4-1 Zwycięstwo z Flyers 4-3 Porażka z Lightning 2-4 |
|                 |                 |                 |                 |                 |                 |                 |                 |                 |                 |                 |                 |                 |                                                                           |
| 2018–19         | Wschodnia       | 4               | Metropolitalna  | 2               | 82              | 48              | 27              | —               | 7               | 103             | 228             | 196             | Zwycięstwo z Penguins 4-0 Porażka z Hurricanes 0-4                        |
|                 |                 |                 |                 |                 |                 |                 |                 |                 |                 |                 |                 |                 |                                                                           |
| 2017–18         | Wschodnia       | 11              | Metropolitalna  | 6               | 82              | 35              | 37              | —               | 10              | 80              | 264             | 296             | Nie zakwalifikowała się                                                   |
|                 |                 |                 |                 |                 |                 |                 |                 |                 |                 |                 |                 |                 |                                                                           |
| 2016–17         | Wschodnia       | 9               | Metropolitalna  | 5               | 82              | 41              | 29              | —               | 12              | 94              | 241             | 242             | Nie zakwalifikowała się                                                   |
|                 |                 |                 |                 |                 |                 |                 |                 |                 |                 |                 |                 |                 |                                                                           |
| 2015–16         | Wschodnia       | 5               | Metropolitalna  | 4               | 82              | 45              | 27              | —               | 10              | 100             | 232             | 216             | Zwycięstwo z Panthers 4-2 Porażka z Lightning 1-4                         |

| Sezony od 2010/2011 do 2014/2015 | Sezony od 2010/2011 do 2014/2015 | Sezony od 2010/2011 do 2014/2015 | Sezony od 2010/2011 do 2014/2015 | Sezony od 2010/2011 do 2014/2015 | Sezony od 2010/2011 do 2014/2015 | Sezony od 2010/2011 do 2014/2015 | Sezony od 2010/2011 do 2014/2015 | Sezony od 2010/2011 do 2014/2015 | Sezony od 2010/2011 do 2014/2015 | Sezony od 2010/2011 do 2014/2015 | Sezony od 2010/2011 do 2014/2015 | Sezony od 2010/2011 do 2014/2015 | Sezony od 2010/2011 do 2014/2015 |
| Sezon                            | Konferencja                      | Miejsce                          | Dywizja                          | Miejsce                          | Mecze                            | Z                                | P                                | R                                | PK                               | Pkt                              | ZB                               | SB                               | Wyniki play-off                  |
| -------------------------------- | -------------------------------- | -------------------------------- | -------------------------------- | -------------------------------- | -------------------------------- | -------------------------------- | -------------------------------- | -------------------------------- | -------------------------------- | -------------------------------- | -------------------------------- | -------------------------------- | -------------------------------- |
|                                  |                                  |                                  |                                  |                                  |                                  |                                  |                                  |                                  |                                  |                                  |                                  |                                  |                                  |
| 2014–15                          | Wschodnia                        | 5                                | Metropolitalna                   | 3                                | 82                               | 47                               | 28                               | —                                | 7                                | 101                              | 252                              | 230                              | Porażka z Capitals 3-4           |
|                                  |                                  |                                  |                                  |                                  |                                  |                                  |                                  |                                  |                                  |                                  |                                  |                                  |                                  |
| 2013–14                          | Wschodnia                        | 14                               | Metropolitalna                   | 8                                | 82                               | 34                               | 37                               | —                                | 11                               | 79                               | 221                              | 264                              | Nie zakwalifikowała się          |
|                                  |                                  |                                  |                                  |                                  |                                  |                                  |                                  |                                  |                                  |                                  |                                  |                                  |                                  |
| 2012–13                          | Wschodnia                        | 8                                | Atlantycka                       | 3                                | 48                               | 24                               | 17                               | —                                | 7                                | 55                               | 139                              | 139                              | Porażka z Penguins 2-4           |
|                                  |                                  |                                  |                                  |                                  |                                  |                                  |                                  |                                  |                                  |                                  |                                  |                                  |                                  |
| 2011–12                          | Wschodnia                        | 14                               | Atlantycka                       | 5                                | 82                               | 34                               | 37                               | —                                | 11                               | 79                               | 203                              | 255                              | Nie zakwalifikowała się          |
|                                  |                                  |                                  |                                  |                                  |                                  |                                  |                                  |                                  |                                  |                                  |                                  |                                  |                                  |
| 2010–11                          | Wschodnia                        | 14                               | Atlantycka                       | 5                                | 82                               | 30                               | 39                               | —                                | 13                               | 73                               | 229                              | 264                              | Nie zakwalifikowała się          |

Legenda:

Z = Zwycięstwa, P = Porażki, R = Remisy (do sezonu 2004/2005), PK = Przegrane po dogrywce lub karnych, Pkt = Punkty, ZB = Bramki zdobyte, SB = Bramki stracone
| Puchar Stanleya | Mistrz Konferencji | Mistrz Dywizji | Awans do play-off | Presidents’ Trophy |

- 1 Sezon zasadniczy ze względu na epidemię koronawirusa został przerwany a następnie zakończony. W meczach kwalifikacyjnych do playoff Islanders zwyciężyły Florida Panthers.

## Zawodnicy
W latach 1997–2002 oraz w sezonie 2003–2004 w klubie występował Polak, Mariusz Czerkawski. Rozegrał 470 meczów oraz zanotował 145 goli (15. miejsce na liście najlepszych strzelców w historii klubu) i 150 asyst, co dało mu łącznie 295 punktów (17. miejsce w historii klubu). Z 47 golami zdobytymi w przewadze zajmuje 9. miejsce w klubowym rankingu wszech czasów (wspólnie z Aleksiejem Jaszynem).
W sezonie 1999-2000 zdobył 70 punktów (35 goli i 35 asyst) będąc liderem zespołu we wszystkich trzech kategoriach. Podobnie w kolejnym sezonie (62 punkty oraz 30 goli i 32 asysty). W sezonie 2003-04 po raz trzeci został najlepszym strzelcem drużyny (wraz z Trentem Hunterem) trafiając do bramki rywali 25 razy.

### Inwidualne rekordy graczy
- Najwięcej goli w sezonie: Mike Bossy, 69 (1978-79)
- Najwięcej asyst w sezonie: Bryan Trottier, 87 (1978-79)
- Najwięcej punktów w sezonie: Mike Bossy, 147 (1981-82)
- Najwięcej minut kar w sezonie: Brian Curran, 356 (1986-87)
- Najwięcej punktów obrońcy w sezonie: Denis Potvin, 101 (1978-79)
- Najwięcej punktów nowicjusza w sezonie: Bryan Trottier, 95 (1975–76)
- Najwięcej wygranych w sezonie: Billy Smith; Chris Osgood, Rick DiPietro 32 (1981-82; 2001-02; 2006-07

### Numery zastrzeżone

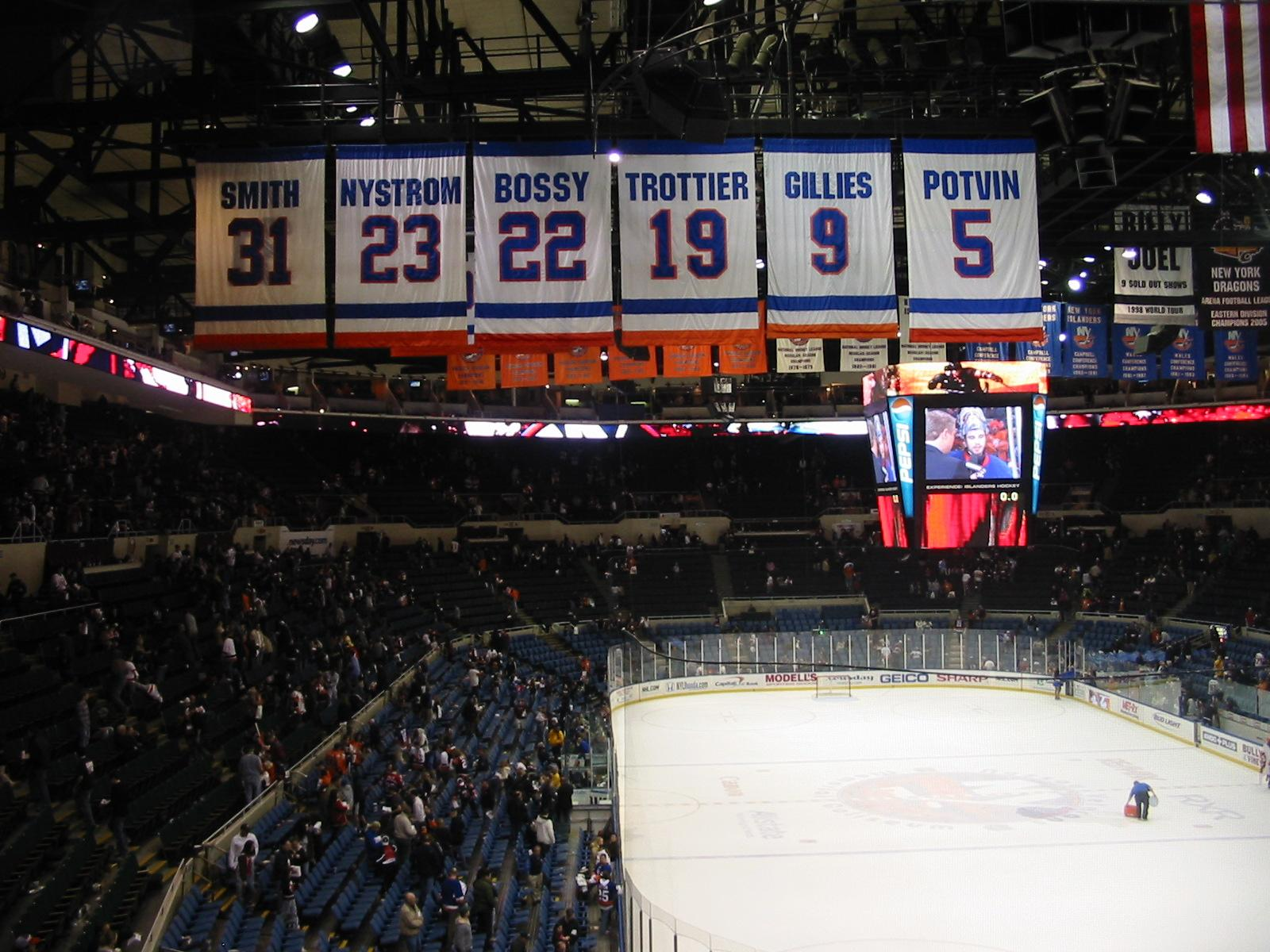
Koszulki z zastrzeżonymi numerami na lodowisku klubu

| Numer | Zawodnik       | Pozycja                              | Kariera                              | Data zastrzeżenia                    |
| ----- | -------------- | ------------------------------------ | ------------------------------------ | ------------------------------------ |
| 5     | Denis Potvin   | Obrońca                              | 1973-1988                            | 1 lutego 1992                        |
| 9     | Clark Gillies  | Lewoskrzydłowy                       | 1974-1986                            | 7 grudnia 1996                       |
| 19    | Bryan Trottier | Środkowy                             | 1975-1990                            | 20 października 2001                 |
| 22    | Mike Bossy     | Prawoskrzydłowy                      | 1977-1987                            | 3 marca 1992                         |
| 23    | Bob Nystrom    | Prawoskrzydłowy                      | 1972-1986                            | 1 kwietnia 1995                      |
| 31    | Billy Smith    | Bramkarz                             | 1972-1989                            | 20 lutego 1993                       |
|       |                |                                      |                                      |                                      |
| 99    | Wayne Gretzky  | Numer zastrzeżony dla całej ligi NHL | Numer zastrzeżony dla całej ligi NHL | Numer zastrzeżony dla całej ligi NHL |

### Kapitanowie drużyny
- Ed Westfall, 1972-1977
- Clark Gillies, 1977-1979
- Denis Potvin, 1979-1987
- Brent Sutter, 1987-1991
- Patrick Flatley, 1991-1996
- wakat, 1996-97
- Bryan McCabe, 1997-1998
- Trevor Linden, 1998-1999
- Kenny Jonsson, 1999-2000
- wakat, 2000-01
- Michael Peca, 2001-2005
- Aleksiej Jaszyn, 2005-2007
- Bill Guerin, 2007-2009
- Doug Weight (2009-2011)
- Mark Streit (2011-2013)
- John Tavares (2013–2018)
- Anders Lee (2018–)